# Amaril·lis

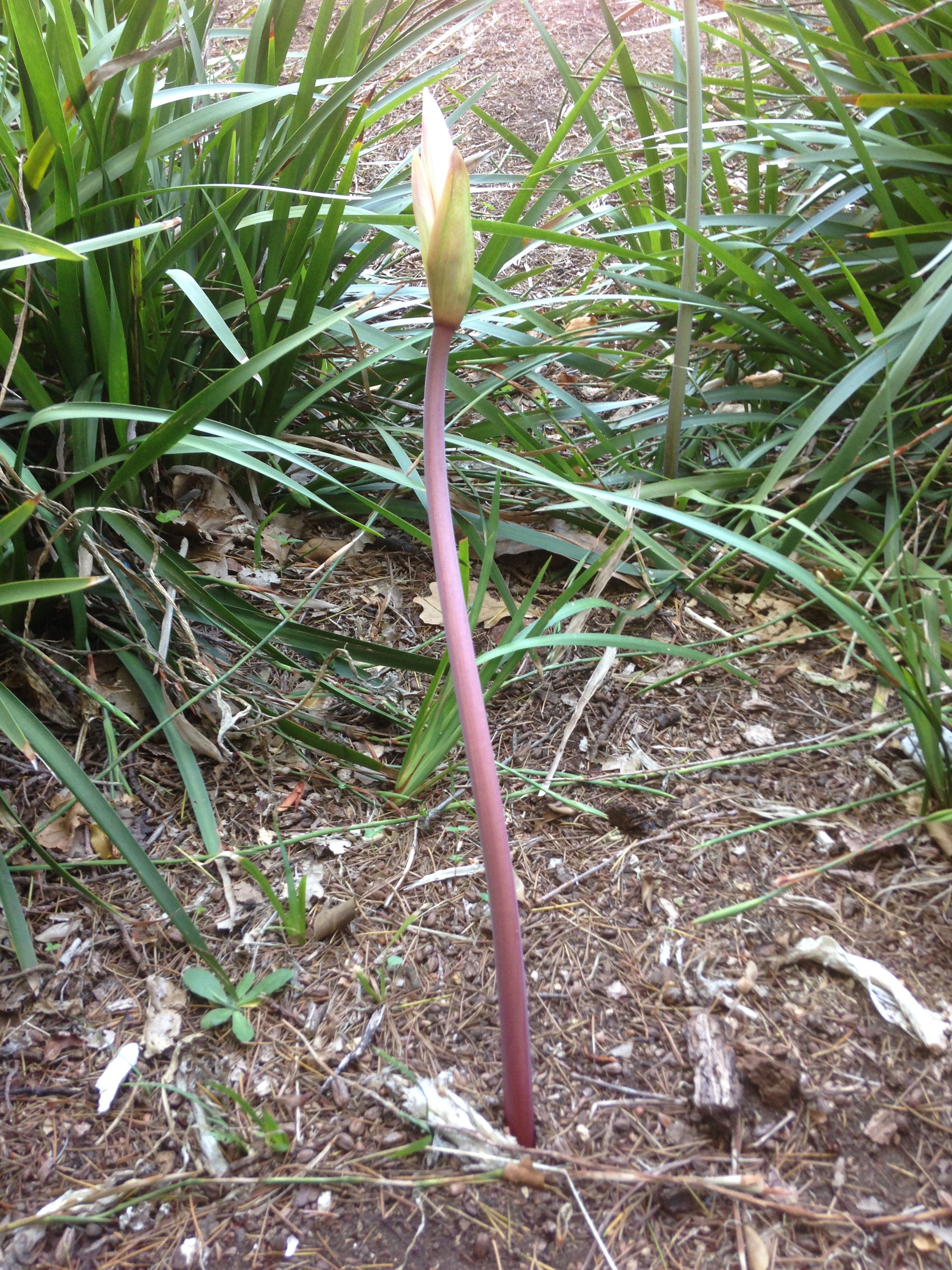
Escap, o tija floral, amb una inflorescència començant a sortir de l'espata que la protegia.

Amaril·lis (Amaryllis) és un gènere de plantes amb flor bulboses dins la família de les amaril·lidàcies (Amaryllidaceae). Són plantes natives de Sud-àfrica amb usos com a plantes ornamentals.
S'utilitzen com a plantes ornamentals. Durant molts anys hi va haver confusió entre els botànics entre els gèneres Amaryllis i Hippeastrum, ambdós a la família de les amaril·lidàcies, i com a resultat d'això, el nom d'"Amaryllis" també es fa servir per a les varietats cultivars del gènere Hippeastrum.

## Característiques

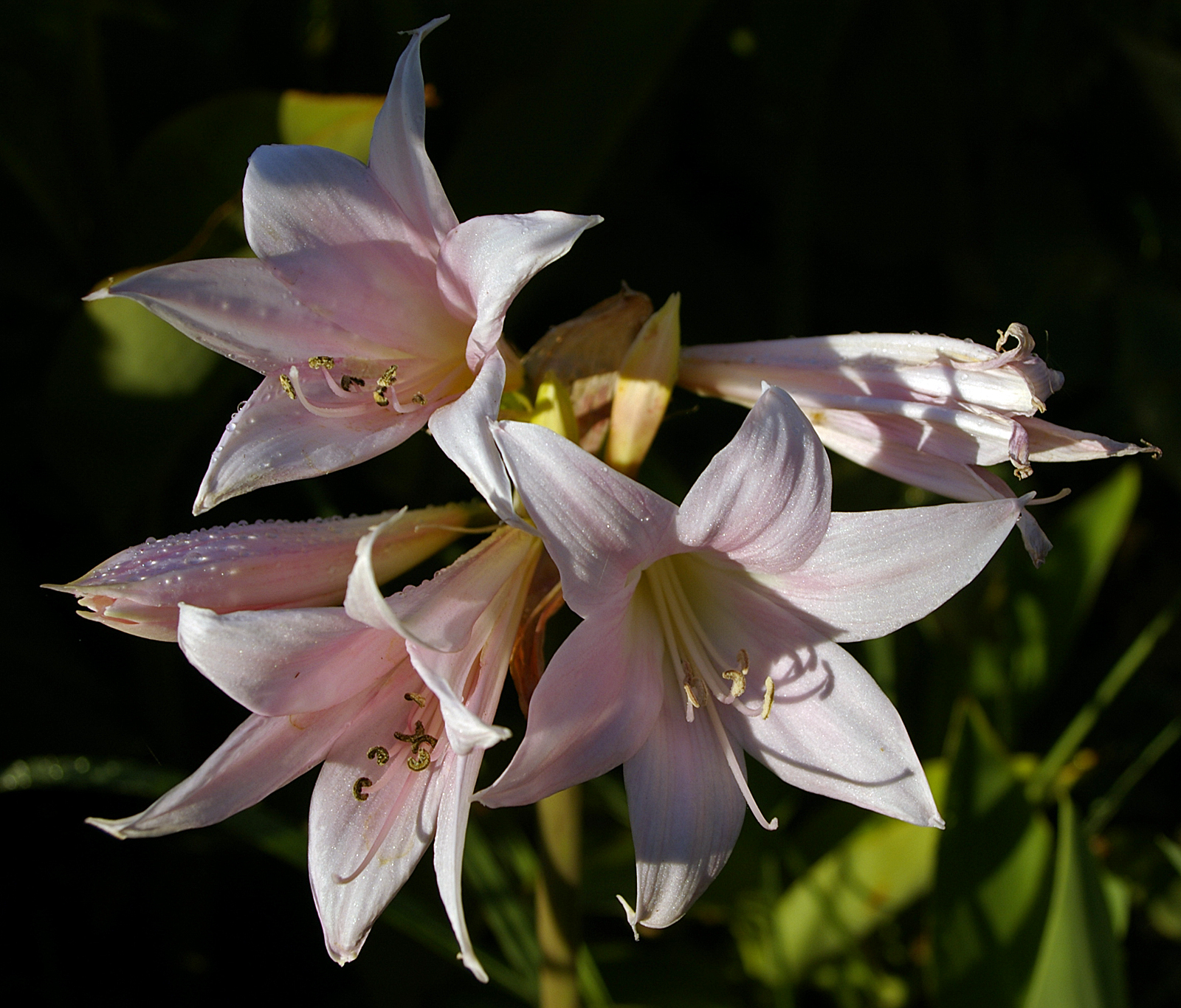
Flors dAmaryllis belladonna

Amaryllis té un bulb de 5–10 cm de diàmetre. Les fulles fan 30-50 cm de llargada i 2–3 cm d'amplada, disposades en dues fileres. El bulb entra en dormició fins al final de l'estiu (fenomen d'estivació). Aquesta planta no tolera les glaçades però tampoc prospera en ambients tropicals perquè requereix el període de dormició. Aquestes plantes creixen molt bé en el clima mediterrani, ja que són originàries del clima mediterrani sud-africà. En anglès aquestes flors es coneixen popularment amb el nom de naked ladies ('senyores nues') a causa de la flor que creix a l'extrem d'una tija desproveïda de fulles.
El color normal de les flors és el blanc, però també de manera natural es presenten colors porpres.
Aquestes espècies es cultiven des de principi del segle xviii.

El nom d'Amaryllis prové de l'obra "Églogues" del poeta llatí Virgili, que al seu torn prové del grec ἀμαρύσσω (en llatí amarysso) que significa 'brillar'.

## Taxonomia
"Amaril·lis" és un nom vernacular ambigu que pot designar alguns tàxons diferents. Aquests poden fer part de la família Liliaceae (o Amaryllidaceae) segons la classificació clàssica. La Aquest gènere va ser publicat per primer cop l'any 1753 a l'obra Species Plantarum de Carl von Linné (1707-1778).

### Espècies
Dins del gènere Amaryllis es reconeixen les dues espècies següents:
- Amaryllis belladonna L.
- Amaryllis paradisicola Snijman

### Sinònims
Els següents noms científics són sinònims d'Amaryllis:
- Sinònims homotípics

- Liliago Heist.
- Lilionarcissus Trew

- Sinònims heterotípics

- Belladonna (Sweet ex Endl.) Sweet ex Harvey
- Coburgia Herb.